# UB 12
UB 12 — художественная группа, существовавшая в 1960—1969 годах в Чехословакии.
Членами группы были Вацлав Бартовски (Bartovský Václav), Вацлав Боштик(чеш., англ.) (Boštík Václav), Франтишек Бурант (Burant František), Владимир Яноушек (Janoušek Vladimír), Вера Яноушкова (Janoušková Věra), Йиржи Йон (John Jiří), Станислав Колибал(чеш., англ) (Kolíbal Stanislav), Алэна Кучерова (Kučerová Alena), Супруги Мразковы (Mrázkové), Власта Прахатицка (Prachatická Vlasta), Олдржих Смутни (Smutný Oldřich), Адриена Шимотова (Šimotová Adriena), Алоиз Витик (Vitík Alois), Йиржи Шетлик (Jiří Šetlík), Яромир Земина (Jaromír Zemina) (с 1964 года).
Группой были организованы всего четыре выставки:
- 1962 — Первая доступная общеизвестная выставка в галерее чехословацких писателей (Československý spisovatel) в Праге.
- 1964 — вторая выставка в Доме искусств (Dům umění) в Готтвалдове в Злине.
- 1964 — третья в Нова синь (Nová síň) на Воршилской улице в Праге.
- 1965 — четвёртая в Доме искусств (Dům umění) города Брно[1].

Сегодня творчество группы вызывает постоянный интерес. Например, оно было выставлено с 12 по 22 октября 2007 года в галерее Чешского музея музыки(чеш., нид.) (часть Национального музея) в Праге.

## Историческая подоплёка
После осуждения культа личности Сталина в 1956 году в Чехословакии настало частичное послабление коммунистического режима. Для молодого поколения художников появилась возможность не только проявить себя, но и выступить против существующего режима. Вероятно, самым примечательным событием того времени была подготовка павильона для выставки в Брюсселе, которая проходила между 1956 и 1958 годами и завершила представление EXPO`58.
Другим импульсом для нового поколения была Выставка молодых художников Чехословакии в Брно, проведённая в 1958 году. Эти события стали организованным противостоянием доктринне диктатуры Союза чехословацких художников изобразительного искусства (чеш. Svaz československých výtvarných umělců).
С 1957 года было разрешено создание художественных групп, так возникли группы Máj 57 и Trasa 54, немного позже и UB 12, ядро которой формировалось в течение последующих лет. В Брно возникла группа Brno 57, подобная ситуация была в Словакии. Первую половину 1950-х годов можно назвать подготовительной, вся конфронтация проходила в недоступных общественности ателье (мастерских) отдельных художников. К 1960 году группы нашли общую платформу для деятельности в Блоке креативных групп (чеш. Blok tvůrčích skupin). Однако в 1968 году Блок был распущен, также как вскоре и сами группы.

## История группы
Группа UB 12 возникла на почве объединения Художественной беседы(чеш., нем.) (чеш. Umělecká beseda), членом которой был Вацлав Боштик, стоящий у истоков UB 12. В 1949 году был организован Союз чехословацких художников изобразительного искусства (чеш. Svaz československých výtvarných umělců), который состоял из нескольких центров, появившихся на базе ранних художественных групп. Их центр как раз появился из Беседы. Некоторые члены старались продвигать социалистический реализм как единственное правильное направление, другие члены такой подход отвергали. Членами II центра были: Боштик, Бартовски, Витик, которые позже стали членами UB 12, а также Бедржих Ваничек, Йозеф Каплицки и другие. Очень важными были приятельские связи между старшими и младшими художниками. Например Боштик и Йон в 1948 году имели общее ателье на Летне, а также совместно работали над декорацией синагоги Пинкаса(чеш., нем.). Важную роль при формировании UB 12 имел Вацлав Бартовски, вокруг которого работали Мразек, Йон, Шимотова, Колибал, Прахатницка. Они были создателями программы новой группы. Члены группы сошлись на том, что основными принципами должна являться свобода выражения, поиск закономерностей формального строительства, уважение к индивидуальности каждого творца, толерантность. Поэтому целью группы не была деятельность согласно какому-нибудь манифесту. Группа хотела показать что-то в противовес категоричности предписаний.
Группа не появилась одним волевым решением. Первой совместной активностью членов является презентация в закрытом для общественности ателье Боштика на Летне в 1953 году. В то время Боштик был загружен работой и не писал картины активно, поэтому ателье было свободным и оказалось подходящим местом. Были представлены работы Колибанова, супругов Мразковых, Йиржи Йона, Адриены Шамотовой и, конечно, работы самого Боштика 1940-х годов. С тех пор Боштик стал лидирующей фигурой, хотя руководителем не был.
Другим важным событием была выставка членов группы в Ашловой сини (Alšová sín) Художественной беседы в Праге, которая проходила с 28 февраля по 24 марта 1957 года. Свои работы выставили Бурант, Йон, Колибал, Прахтицка и Шимотова. Это было одной из немногочисленных выставок после войны. Так сформировалось ядро группы. В 1959 году была подана заявка на официальную выставку. Однако сроки подвинула сама Бесада.
Изначально группа должна была называться UB 14 по числу членов, которыми должны были стать Бартовски, Боштик, Бурант, Яноушек, Яноушкова, Йон, Колибал, Мразек, Мразкова, Прахатицка, Смутни, Шимотова, Витик, Йиржи Шетлик (главный теоретик). В 1962 году присоединилась Алэна Кучерова, ещё через два года Яромир Земина, тоже теоретик.
Своей первой выставки группа дождалась только в 1962 году, хотя не обошлось без проблем. Боштик и Мразек не были на неё допущены. Между некоторыми членами возник спор, в какой степени творчество группы должно быть абстрактным, но в конце концов все пришли к согласию. Это не было единственным препятствием. Большинство новостных изданий опубликовало отрицательную критику, почти все выставленное было названо абстрактным, экспозиция была закрыта. Даже тогда группа не создала своей программы и не огласила свои цели.
1964 год принёс сразу две выставки. Странно, но эти экспозиции были восприняты общественностью позитивно.
Через год экспозиция в Брно принесла ещё раз позитивный отклик. Группа не стремилась выставлять чаще, так как главным считала духовное наполнение работ. В 1969 году группа, как и другие группы того времени, была распущена.

## Сноски
1. 1 2  UB 12 Архивная копия от 11 марта 2008 на Wayback Machine // Artlist (чешск.)
2. ↑  Умерла основатель группы UB 12, скульптор Вера Яноушкова Архивная копия от 4 марта 2016 на Wayback Machine // Дневник издательства Referendum (чешск.)
3. 1 2 3 4 5 6 7 8 9 10 11  Výstava skupiny UB 12 Архивная копия от 8 марта 2016 на Wayback Machine // CityOut Prague (чешск.)